# Музей Гасана эфенди Алкадари
Музей Гасана эфенди Алкадари основан в 2009 году, в селе Алкадар.

## Экспозиция
Музей собирает связанные с Гасаном эфенди Алкадари экспонаты в сёлах и городах: Ахты, Шамхал, Согратль, Гимры, Верхний Яраг, Буйнакск, Махачкала, Дербент.
Полезная площадь музея 500 м².
В музее имеется 5 залов:
- В первом зале повествуется о Гасане, представлены его книги, письма, автографы, рекомендации,
- Во втором рассказывается о библиотеке Алкадари,
- В третьем представлены экспонаты о потомках Гасана,
- В четвёртом представлены материалы о предках Алкадари,
- В пятом отражена история села Алкадар. Представлены костюмы, утварь, самовары, вазы, лампы, музыкальные инструменты.

## Работа
Музей сотрудничает с научными заведениями, учёными. Работает с переводчиками с целью перевода книг Гасана Алкадари на русский язык.
Музей ищет потерянную библиотеку Алкадари.